# 岡山県道430号玉島黒崎金光線
岡山県道430号玉島黒崎金光線（おかやまけんどう430ごう たましまくろさきこんこうせん）は、岡山県倉敷市から浅口市に至る一般県道である。

## 概要
倉敷市玉島黒崎から浅口市金光町大谷に至る。
通行不能区間を有する路線である。 

### 路線データ
- 起点：岡山県倉敷市玉島黒崎（岡山県道47号倉敷長浜笠岡線交点）
- 終点：岡山県浅口市金光町大谷（大谷西交差点、国道2号交点）
- 実延長：2.8 km[注釈 1][1]
- 通行不能区間：倉敷市玉島黒崎（沙美峠）

## 歴史
- 1973年（昭和48年）9月4日 - 岡山県告示第810号により認定。
- 2006年（平成18年）3月21日 - 浅口郡のうちの鴨方町・金光町・寄島町の3町が対等合併し、浅口市が発足。

## 地理

### 通過する自治体
- 岡山県
  - 倉敷市 - 浅口市

### 交差する道路
| 交差する道路                                       | 市町村名 | 交差する場所 | 交差する場所        |
| -------------------------------------------------- | -------- | ------------ | ------------------- |
| 岡山県道47号倉敷長浜笠岡線                         | 倉敷市   | 玉島黒崎     | 起点                |
| 通行不能区間                                       |          |              |                     |
| 国道2号 / 玉島笠岡道路                             | 浅口市   | 金光町大谷   | [ 注釈 2 ]          |
| 岡山県道471号南浦金光線 / 新道（玉島笠岡道路側道） | 浅口市   | 金光町大谷   |                     |
| 国道2号                                            | 浅口市   | 金光町大谷   | 大谷西交差点 / 終点 |

### 沿線
- 沙美海岸（倉敷市玉島黒崎）
- 倉敷市立沙美小学校（倉敷市玉島黒崎）
- 倉敷市立黒崎中学校（倉敷市玉島黒崎）
- 寂光院 （浅口市金光町大谷）
- 倉本聰氏疎開地 （浅口市金光町大谷）
- 金光教本部 （浅口市金光町大谷）

### 峠
- 沙美峠（倉敷市）